# Pterotopteryx colchica
Pterotopteryx colchica är en fjärilsart som beskrevs av Aleksei Konstantinovich Zagulajev 1992. Pterotopteryx colchica ingår i släktet Pterotopteryx och familjen mångfliksmott, (Alucitidae). Inga underarter finns listade i Catalogue of Life.